# Патнем (округ, Огайо)
Шаблон:StateAbbr_ 41°01′ пн. ш. 84°08′ зх. д. / 41.02° пн. ш. 84.13° зх. д.
Округ Патнем (англ. Putnam County) - округ (графство) у штаті Огайо, США. Ідентифікатор округу 39137.

## Демографія
За даними перепису 
2000 року 
загальне населення округу становило 34726 осіб, зокрема міського населення було 5275, а сільського — 29451.
Серед мешканців округу чоловіків було 17229, а жінок — 17497. В окрузі було 12200 домогосподарств, 9303 родин, які мешкали в 12753 будинках.
Середній розмір родини становив 3,29.
Віковий розподіл населення поданий у таблиці:
| Стать    | До 15 років | 15-21 | 22-29 | 30-39 | 40-49 | 50-65 | 65-85 | Понад 85 |
| -------- | ----------- | ----- | ----- | ----- | ----- | ----- | ----- | -------- |
| Чоловіки | 4281        | 1909  | 1513  | 2520  | 2786  | 2350  | 1701  | 169      |
| Жінки    | 4189        | 1780  | 1482  | 2369  | 2583  | 2343  | 2294  | 457      |

## Суміжні округи
- Генрі — північ
- Вуд — північний схід
- Генкок — схід
- Аллен — південь
- Ван-Верт — південний захід
- Полдінґ — захід
- Дефаєнс — північний захід

## Виноски
1. ↑  U.S. Decennial Census. United States Census Bureau. Процитовано 10 лютого 2015.
2. ↑  Historical Census Browser. University of Virginia Library. Архів оригіналу за 11 серпня 2012. Процитовано 10 лютого 2015.
3. ↑  Forstall, Richard L., ред. (27 березня 1995). Population of Counties by Decennial Census: 1900 to 1990. United States Census Bureau. Процитовано 10 лютого 2015.
4. ↑  Census 2000 PHC-T-4. Ranking Tables for Counties: 1990 and 2000 (PDF). United States Census Bureau. 2 квітня 2001. Процитовано 10 лютого 2015.
5. ↑  State & County QuickFacts. United States Census Bureau. Архів оригіналу за 5 лютого 2016. Процитовано 10 лютого 2015.(англ.) Наведено за англійською вікіпедією.
6. ↑  American FactFinder. Бюро перепису населення США. Архів оригіналу за 26 лютого 2012. Процитовано 31 січня 2008.

| США | Це незавершена стаття з географії США. Ви можете допомогти проєкту, виправивши або дописавши її. |